# Bormujos
Bormujos ist eine Gemeinde in der Provinz Sevilla in Spanien mit 22.970 Einwohnern (Stand: 2024). Sie ist ein Vorort von Sevilla, der westlich von Sevilla liegt und durch den Fluss Guadalquivir von der Stadt getrennt ist. Sie gehört zu der Comarca El Aljarafe.

## Geschichte
Das Tal des Guadalquivir wurde im 13. Jahrhundert von Ferdinand III. erobert. In dem von seinem Sohn Alfons X. unterzeichneten Repartimento erscheint diese Stadt mit dem Namen Mormojos oder Mormujos. Es wurde am 15. September 1253 an Mitstreiter vergeben, neben einer Reihe weiterer Privilegien und Besitztümer für die guten Dienste, die sie bei der Rückeroberung geleistet hatten.